# Antonio Alcázar
Antonio Alcázar Alonso (Murcia, 21 giugno 1902 – Barcellona, 6 dicembre 1966) è stato un calciatore spagnolo, di ruolo attaccante.

## Carriera

### Club
Ha sempre giocato nel campionato spagnolo.

### Nazionale
A livello di nazionale, ha collezionato 2 presenze.